# Фантана (Брашов)
Фантана (рум. Fântâna) насеље је у Румунији у округу Брашов у општини Хогиз. Oпштина се налази на надморској висини од 489 m.

## Становништво
Према подацима из 2002. године у насељу је живело 316 становника, од којих су сви румунске националности.